# Список чемпіонів світу з боксу в першій важкій вазі
Це хронологічний список світових чемпіонів у крузервейті (бокс), який визнали чотири відомих санкціонуючих організації: WBA, WBC, IBF, WBO.

## Визнання чемпіонату
- Світова боксерська асоціація (WBA), заснована в 1921 році як Національна боксерська асоціація (NBA),
- Світова боксерська рада (WBC), заснована в 1963,
- Міжнародна боксерська федерація (IBF), заснована в 1983,
- Світова боксерська організація (WBO), заснована в 1988,

| №  | Початок | Кінець             | Чемпіон                              | Організація                                       |
| -- | --- | ------------------ | ------------------------------------ | ------------------------------------------------- |
| 1  | 31 березня 1980 | 25 листопада 1980  | Марвін Кемел                         | Абсолютний чемпіон (WBC)                          |
|    | Перший поєдинок Кемела і Мате Парлова за титул чемпіона світу WBC в першій важкій вазі 12 серпня 1979 закінчився нічиєю. Камел переміг в матч-реванші і став першим чемпіоном світу. Оскільки на той час WBC була першою і єдиною організацією, що санкціонувала бій за звання чемпіона в першій важкій вазі, Камел вважався абсолютним чемпіоном світу. |                    |                                      |                                                   |
| 2  | 25 листопада 1980 | 13 лютого 1982     | Карлос Де Леон                       | Абсолютний чемпіон (WBC)                          |
| 3  | 13 лютого 1982 | 27 червня 1982     | Карлос Де Леон                       | WBC                                               |
| 4  | 13 лютого 1982 | 1 грудня 1984      | Окасіо Оссі                          | WBA                                               |
|    | Окасіо переміг Роббі Вільямса в поєдиноку за перший титул чемпіона світу за версією WBA в першій важкій вазі. |                    |                                      |                                                   |
| 5  | 27 червня 1982 | 17 липня 1983      | S. T. Гордон                         | WBC                                               |
| 6  | 17 липня 1983 | 6 червня 1985      | Карлос Де Леон                       | WBC                                               |
| 7  | 13 грудня 1983 | 6 жовтня 1984      | Марвін Кемел                         | IBF                                               |
|    | Втративши титул WBC, Кемел став першим чемпіоном світу за версією IBF, здобувши перемогу над Родді Макдональдом. |                    |                                      |                                                   |
| 8  | 6 жовтня 1984 | 25 жовтня 1986     | Мерфі Лі Рой                         | IBF                                               |
| 9  | 1 грудня 1984 | 27 липня 1985      | Піт Крус                             | WBA                                               |
| 10 | 6 червня 1985 | 21 вересня 1985    | Альфонсо Ратліф                      | WBC                                               |
| 11 | 27 липня 1985 | 12 липня 1986      | Дуайт Мохаммед Каві (Дуайт Брекстон) | WBA                                               |
| 12 | 21 вересня 1985 | 22 березня 1986    | Бернард Бентон                       | WBC                                               |
| 13 | 22 березня 1986 | 9 квітня 1988      | Карлос Де Леон                       | WBC                                               |
| 14 | 12 липня 1986 | 15 травня 1987     | Евандер Холіфілд                     | WBA                                               |
| 15 | 25 жовтня 1986 | 15 травня 1987     | Рікі Паркі                           | IBF                                               |
| 16 | 15 травня 1987 | 9 квітня 1988      | Евандер Холіфілд                     | WBA & IBF                                         |
| 17 | 9 квітня 1988 | 4 грудня 19882     | Евандер Холіфілд                     | Абсолютний чемпіон (WBC, WBA, IBF)                |
|    | В об'єднувальному поєдинку Холіфілд (WBA & IBF) переміг Карлоса Де Леона (WBC), тим самим став першим абсолютним чемпіоном дивізіону. |                    |                                      |                                                   |
| 18 | 25 березня 1989 | 25 вересня 19892   | Тауфік Белбулі                       | WBA                                               |
|    | Белбулі переміг Майкла Гріра в бою за вакантний титул. |                    |                                      |                                                   |
| 19 | 17 травня 1989 | 27 липня 1990      | Карлос Де Леон                       | WBC                                               |
|    | Де Леон переміг Семмі Рісона в бою за вакантний титул. |                    |                                      |                                                   |
| 20 | 3 червня 1989 | 22 березня 1990    | Глен Маккрорі                        | IBF                                               |
|    | Маккрорі переміг Патріка Лумумбу в бою за вакантний титул. |                    |                                      |                                                   |
| 21 | 27 листопада 1989 | 8 березня 1991     | Роберт Деніелс                       | WBA                                               |
|    | Деніелс переміг Дуайта Мохаммеда Каві в бою за вакантний титул. |                    |                                      |                                                   |
| 22 | 3 грудня 1989 | 17 травня 1990     | Бун Пальц                            | WBO                                               |
|    | Пальц став першим чемпіоном світу за версією WBO здобувши перемогу над Магне Гавнаа. |                    |                                      |                                                   |
| 23 | 22 March 1990 | 27 July 19911      | Джефф Лампкін                        | IBF                                               |
| 24 | 17 травня 1990 | 1 травня 1992      | Магне Гавнаа2                        | WBO                                               |
| 25 | 27 липня 1990 | 20 липня 1991      | Массіміліано Дуран                   | WBC                                               |
| 26 | 8 березня 1991 | 5 серпня 19932     | Боббі Чез                            | WBA                                               |
| 27 | 20 липня 1991 | 7 липня 19952      | Анаклет Вамба                        | WBC                                               |
| 28 | 7 вересня 1991 | 30 липня 1992      | Джеймс Воррінг                       | IBF                                               |
|    | Воррінг переміг Джеймса Прічарда в бою за вакантний титул. |                    |                                      |                                                   |
| 29 | 25 липня 1992 | 13 лютого 1993     | Тайрон Буз                           | WBO                                               |
|    | Буз переміг Дерека Ангола в бою за вакантний титул. |                    |                                      |                                                   |
| 30 | 30 липня 1992 | 30 квітня 19962    | Альфред Рудольф Коул                 | IBF                                               |
| 31 | 13 лютого 1993 | 26 червня 1993     | Маркус Ботт                          | WBO                                               |
| 32 | 26 червня 1993 | 17 грудня 1994     | Нестор Хіполіто Джованніні           | WBO                                               |
| 33 | 6 листопада 1993 | 22 липня 1995      | Орлін-Леванс Норріс                  | WBA                                               |
|    | Норріс переміг Марсело Віктора Фигероа в бою за вакантний титул. |                    |                                      |                                                   |
| 34 | 17 грудня 1994 | 1 січня 19952      | Даріуш Міхальчевський                | WBO                                               |
| 35 | 10 червня 1995 | 4 жовтня 1997      | Ральф Роккіджані                     | WBO                                               |
|    | Роккіджані переміг Карла Адріана Томпсона в бою за вакантний титул. |                    |                                      |                                                   |
| 36 | 22 липня 1995 | 8 листопада 1997   | Нейт Міллер                          | WBA                                               |
| 37 | 25 липня 1995 | 21 лютого 1998     | Марсело Домінгес                     | WBC                                               |
|    | Домінгес переміг Акім Тафер в бою за вакантний титул. |                    |                                      |                                                   |
| 38 | 31 серпня 1996 | 21 червня 1997     | Адольфо Вашингтон                    | IBF                                               |
|    | Вашингтон переміг Торстена Мая в бою за вакантний титул. |                    |                                      |                                                   |
| 39 | 21 червня 1997 | 8 листопада 1997   | Юрай Грант                           | IBF                                               |
| 40 | 4 жовтня 1997 | 27 березня 1999    | Карл Адріан Томпсон                  | WBO                                               |
| 41 | 8 листопада 1997 | 30 жовтня 1998     | Імаму Мейфілд                        | IBF                                               |
| 42 | 8 листопада 1997 | 9 грудня 2000      | Фабріс Тьоззо                        | WBA                                               |
| 43 | 21 лютого 1998 | 19 лютого 20022    | Хуан Карлос Гомес                    | WBC                                               |
| 44 | 30 жовтня 1998 | 5 червня 1999      | Артур Джеймс Вільямс                 | IBF                                               |
| 45 | 27 березня 1999 | 22 вересня 20062   | Джонні Нельсон                       | WBO                                               |
| 46 | 5 червня 1999 | 26 квітня 2003     | Жиров Василь                         | IBF                                               |
| 47 | 9 грудня 2000 | 23 лютого 2002     | Вірджил Гілл                         | WBA                                               |
| 48 | 23 лютого 2002 | 2 квітня 2005      | Жан-Марк Мормек                      | WBA                                               |
| 49 | 11 жовтня 2002 | 2 квітня 2005      | Вейн Брейтвейт                       | WBC                                               |
|    | Брейтвейт переміг Вінченсо Кентатора в бою за вакантний титул. |                    |                                      |                                                   |
| 50 | 2 квітня 2005 | 7 січня 2006       | Жан-Марк Мормек                      | WBA & WBC                                         |
|    | Під час об'єднання титулів WBA і WBC Брейтвейт, WBA підвищила Мормека до "Super чемпіона" і the "Regular" регулярний титул став вакантним. |                    |                                      |                                                   |
| 51 | 26 квітня 2003 | 9 грудня 20032     | Джеймс Тоні                          | IBF                                               |
| 52 | 1 травня 2004 | 20 травня 20052    | Кельвін Девіс                        | IBF                                               |
|    | Девіс переміг Езра Селерс в бою за вакантний титул. |                    |                                      |                                                   |
| 53 | 20 травня 2005 | 7 січня 2006       | Белл О'Ніл                           | IBF                                               |
|    | Белл переміг Дейл Браун в бою за вакантний титул. |                    |                                      |                                                   |
| 54 | 7 січня 2006 | 31 березня 20061   | Белл О’Ніл                           | WBA (super чемпіон), WBC, & IBF                   |
|    | Белл О’Ніл переміг Жан-Марка Мормека 7 січня 2006, нокаутом в 10 раунді, об'єднавши його IBF з поясами Мормека WBA і WBC. Таким чином Белл О'Нілл став другим чемпіоном в даній ваговій категорії, що об'єднав три титули. Але через три місяці IBF позбавила його титулу після того, як він відмовився битися з претендентом, якого назначила федерація. |                    |                                      |                                                   |
| 55 | 27 січня 2006 | 24 листопада 2007  | Вірджил Гілл                         | WBA (regular чемпіон)                             |
|    | Гілл переміг Валерія Брудова в бою за вакантний титул WBA "regular". |                    |                                      |                                                   |
| 56 | 31 березня 2006 | 17 березня 2007    | Белл О’Ніл                           | WBA (super чемпіон) & WBC                         |
| 57 | 22 вересня 2006 | 8 березня 2008     | Енцо Маккарінеллі                    | WBO                                               |
|    | Маккарінеллі виграв тимчасовий титул в бою проти Марсело Домінгеса, а після того як Джонні Нельсон вийшов на пенсію, Енцо був підвищений до повноцінного статуса чемпіона. |                    |                                      |                                                   |
| 58 | 26 листопада 2006 | 26 травня 2007     | Кшиштоф Влодарчик                    | IBF                                               |
|    | Влодарчик переміг Стів Каннінгем в бою за вакантний титул. |                    |                                      |                                                   |
| 59 | 17 березня 2007 | 10 листопада 2007  | Жан-Марк Мормек                      | WBA (super чемпіон), WBC                          |
| 60 | 26 травня 2007 | 11 грудня 2008     | Стів Каннінгем                       | IBF                                               |
| 61 | 10 листопада 2007 | 8 березня 2008     | Девід Хей                            | WBA (super чемпіон), WBC                          |
| 62 | 24 листопада 2007 | 28 вересня 2008    | Фірат Арслан                         | WBA (regular чемпіон)                             |
| 63 | 8 березня 2008 | 12 травня 20082    | Девід Хей                            | WBA (super чемпіон), WBC, WBO                     |
|    | Девід Хей переміг Енцо Маккарінеллі 8 березня 2008 і об'єднав свої титули WBA та WBC з титулом Енцо WBO. 12 травня він відмовився від пояса WBC, а кінцевому результаті і від титулів WBA та WBO для того щоб піднятися у важку вагову категорію. |                    |                                      |                                                   |
| 64 | 28 вересня 2008 | 30 жовтня 2012 1   | Гільєрмо Джонс                       | WBA                                               |
|    | 30 жовтня 2012 Гільєрмо Джонса позбавили титулу WBA і назвали "Чемпіоном на канікулах" через відмову зустрітися з об'єднувальним і тимчасовим чемпіоном Денисом Лебедєвим, в результаті Лебедєва підвищили до повноцінного чемпіона. 17 травня 2013 Денис програв Джонсу в жорсткій боротьбі. Але в післяматчевому допінг-тесті Джонса були знайдені заборонені речовини, після чого Денис був відновлений в статусі чемпіона. WBA анонсувала матч-реванш на 25 квітня 2014, але Джонс черговий раз дав позитивний результат на заборонені речовини і бій був відмінений. |                    |                                      |                                                   |
| 65 | 28 жовтня 2008 | 22 листопада 2009  | Джакоббе Фрагомені                   | WBC                                               |
|    | Фрагомені переміг Рудольфа Края в бою за вакантний титул. |                    |                                      |                                                   |
| 66 | 11 грудня 2008 | 18 жовтня 20092    | Томаш Адамек                         | IBF                                               |
| 67 | 17 січня 2009 | 29 серпня 2009     | Віктор Еміліо Рамірес                | WBO                                               |
|    | Рамірес переміг Олександра Алексєєва в бою за вакантний титул. Як тільки діючий чемпіон Девід Хей оголосив, що більше не буде виступати в крузервейті, Раміреса підвищили до повноцінного чемпіона. |                    |                                      |                                                   |
| 68 | 29 серпня 2009 | 14 серпня 2015     | Марко Хук                            | WBO                                               |
| 69 | 22 листопада 2009 | 22 січня 20102     | Жолт Ердеї                           | WBC                                               |
| 70 | 15 травня 2010 | 27 вересня 2014    | Кшиштоф Влодарчик                    | WBC                                               |
|    | Влодарчик переміг Джакоббе Фрагомені в бою за вакантний титул. |                    |                                      |                                                   |
| 71 | 5 червня 2010 | 1 жовтня 2011      | Стів Каннінгем                       | IBF                                               |
|    | Каннінгем переміг Трой Росс в бою за вакантний титул. |                    |                                      |                                                   |
| 72 | 1 жовтня 2011 | 21 вересня 20151   | Йоан Пабло Ернандес                  | IBF                                               |
| 73 | 30 жовтня 2012 | 1 лютого 2018      | Денис Лебедєв                        | WBA                                               |
| 74 | 27 вересня 2014 | 16 березня 2016    | Григорій Дрозд                       | WBC                                               |
|    | Дрозд оголошений чемпіоном у відпустці через травму. |                    |                                      |                                                   |
| 75 | 14 серпня 2015 | 17 вересня 2016    | Кшиштоф Гловацький                   | WBO                                               |
| 76 | 21 вересня 2015 | 21 травня 2016     | Віктор Еміліо Рамірес                | IBF                                               |
| 77 | 21 травня 2016 | 3 грудня 2016      | Денис Лебедєв                        | WBA, IBF                                          |
|    | 3 грудня 2016 року Лєбєдєв програв поєдинок проти Мурата Гассієва, де на кону стояв лише титул IBF. |                    |                                      |                                                   |
|    | 3 грудня 2016 | 1 лютого 2018      | Денис Лебедєв                        | WBA                                               |
|    | WBA змінила статус Лебедєва на чемпіона у відпусці, щоб дозволити регулярному чемпіону WBA Юніелю Дортікосу об'єднати свій титул з чемпіоном IBF Муратом Гассієвим. |                    |                                      |                                                   |
| 78 | 29 травня 2016 | 28 березня 2017    | Тоні Белью                           | WBC                                               |
|    | Белью переміг Ілунга Макабу в бою за вакантний титул. |                    |                                      |                                                   |
| 79 | 17 вересня 2016 | 5 червня 2019      | Олександр Усик                       | WBO                                               |
| 80 | 3 грудня 2016 | 22 липня 2018      | Мурат Гассієв                        | IBF                                               |
| 81 | 1 квітня 2017 | 27 січня 2018      | Майріс Брієдіс                       | WBC                                               |
|    | Брієдіс переміг Марко Хука в бою за вакантний титул. |                    |                                      |                                                   |
| 82 | 27 січня 2018 | 27 березня 2019    | Олександр Усик                       | WBO, WBC                                          |
| 83 | 1 лютого 2018 | 3 лютого 2018      | Юніел Дортікос                       | WBA                                               |
|    | Перед боєм 3 лютого 2018 року з чемпіоном IBF Муратом Гассієвим заради об'єднання титулів WBA підвищила Дортікоса з регулярного чемпіона до повноцінного. |                    |                                      |                                                   |
| 84 | 3 лютого 2018 | 22 липня 2018      | Мурат Гассієв                        | IBF, WBA                                          |
| 85 | 22 липня 2018 | 27 березня 20192   | Олександр Усик                       | Абсолютний чемпіон (WBO, WBC, IBF, WBA), The Ring |
| 86 | 31 травня 2019 | 30 березня 2024    | Арсен Гуламірян                      | WBA                                               |
|    | Після того як Олександр Усик звільнив титул для того щоб піднятися у важку вагову категорію, WBA підвищила Гуламіряна з регулярного чемпіона до повноцінного. |                    |                                      |                                                   |
| 87 | 5 червня 2019 | 15 червня 2019     | Кшиштоф Гловацький                   | WBO                                               |
|    | Гловацький виграв тимчасовий титул в бою проти Максима Власова, а після того як Олександр Усик звільнив титул для того щоб піднятися у важку вагову категорію, Гловацький був підвищений до статусу повноцінного чемпіона. |                    |                                      |                                                   |
| 88 | 15 червня 2019 | 26 вересня 2020    | Юніел Дортікос                       | IBF                                               |
|    | Дортікос переміг Ендрю Табіті в бою за вакантний титул. |                    |                                      |                                                   |
| 89 | 15 червня 2019 | 25 листопада 20191 | Майріс Брієдіс                       | WBO                                               |
|    | Брієдіс позбавлений титулу через відмову битися в реванші з Гловацьким. |                    |                                      |                                                   |
| 90 | 31 січня 2020 | 26 лютого 2023     | Ілунга Макабу                        | WBC                                               |
|    | Макабу переміг Міхала Чеслака в бою за вакантний титул. |                    |                                      |                                                   |
| 91 | 26 вересня 2020 | 2 липня 2022       | Майріс Брієдіс                       | IBF, The Ring                                     |
| 92 | 20 березня 2021 | 27 травня 2023     | Ловренс Околі                        | WBO                                               |
|    | Околі переміг Кшиштофа Гловацького в бою за вакантний титул. |                    |                                      |                                                   |
| 93 | 2 липня 2022 | 18 грудня 20232    | Джай Опетая                          | IBF, The Ring                                     |
|    | Опетая звільнив титул після того, як IBF відхилила його прохання про добровільний захист проти Елліса Зоррі. |                    |                                      |                                                   |
| 94 | 26 лютого 2023 | 16 вересня 20232   | Баду Джек                            | WBC                                               |
| 95 | 27 травня 2023 | 16 листопада 2024  | Кріс Біллем-Сміт                     | WBO                                               |
| 96 | 4 листопада 2023 | чинний чемпіон     | Ноель Ґевор (Мікаелян)               | WBC                                               |
|    | Ґевор переміг Ілунга Макабу в бою за вакантний титул. |                    |                                      |                                                   |
| 97 | 30 березня 2024 | чинний             | Хільберто Рамірес                    | WBA                                               |
| 98 | 18 травня 2024 | чинний             | Джай Опетая                          | IBF, The Ring                                     |
|    | Опетая переміг Майріса Брієдіса в бою за вакантний титул IBF. |                    |                                      |                                                   |
| 99 | 16 листопада 2024 | чинний             | Хільберто Рамірес                    | WBA, WBO                                          |

## Замітки
1 Чемпіонська організація позбавляє титулу, якщо чемпіон відмовляється його захищати проти обов'язкового чи призначеного претендента.
2 Відмова від титулу.

## Володарі поясів в інших дивізіонах
- Брекстон[en], Міхальчевський, Вірджил Гілл, Адамек та Тьоззо всі були чемпіонами в напівважкій вазі в боксі.
- Евандер Холіфілд, Девід Хей та Олександр Усик — колишні чемпіони крузервейту, що вигравали титул в важкій вазі.
- Джеймс Тоні вигравав титули в середній вазі та другій середній вазі. Він також переміг Джона Руіс в бою за титул чемпіона в важкій вазі але після поєдинку результат допінг-тесту був позитивним, тому бій отримав статус такого, що не відбувся — "No decision[en]".